# Феро-нитрат
Гвожђе-нитрат или Гвожђе(II) нитрат је једињење двовалентног јона гвожђа и нитратног јона.

## Карактеристике
Гвожђе(II) нитрат постаје нестабилан на температурама нешто изнад собне температуре и разлаже се на гвожђе(III)оксид, азотни оксид и азотни диоксид.
{\displaystyle {\rm {2\ Fe(NO_{3})_{2}\rightarrow Fe_{2}O_{3}+NO_{2}+NO}}}

## Добијање

### Нитрирање
Гвожђе(II)нитрат се може добити потапањем гвожђа у раствор разблажене хладне азотне киселине (HNО3).
{\displaystyle {\rm {3\ Fe+8\ HNO_{3}\rightarrow 3\ Fe(NO_{3})_{2}+2\ NO_{2}+4\ H_{2}O}}}
Поред азот диоксида, може се формирати и амонијум нитрат (NH4NО3). Такође постоји ризик да азотна киселина оксидује гвожђе до тровалентног гвожђа, стварајући уместо тога гвожђе (III) нитрат (Fe[NО3]3).

### Mетатеза
Ефикаснији начин производње гвожђа(II)нитрата је путем метатeзе. У раствору се соли двовалентног гвожђа замене анјонима друге соли другог двовалентног метала. Ако једна од добијених соли није растворљива у води, таложи се и чини реакцију неповратном.
Гвожђе(II) сулфат (FeSO4) и олово-нитрат (Pb[NО3]2).
{\displaystyle {\rm {FeSO_{4}+Pb(NO_{3})_{2}\rightarrow PbSO_{4}+Fe(NO_{3})_{2}}}}
или гвожђе(II)хлорид (FeCl2) и сребрo-нитрат (АgNО3).
{\displaystyle {\rm {FeCl_{2}+2\ AgNO_{3}\rightarrow 2\ AgCl+Fe(NO_{3})_{2}}}}

## Употреба
- Гвожђе(II)нитрат се користи за филтрирање водоник-сулфида и меркаптана из природног гаса. Методом се производи чистији гас него код Kлаусов-овог процеса, али има недостатак што остатак производа постаје гвожђе сулфид (FeS), а не чисти сумпор.

{\displaystyle {\rm {Fe(NO_{3})_{2}+H_{2}S\rightarrow FeS+2\ HNO_{3}}}}
{\displaystyle {\rm {Fe(NO_{3})_{2}+C_{2}H_{5}SH\rightarrow FeS+HNO_{3}+CH_{3}NO_{2}+CH_{2}O}}}
- Супстанца се такође користи као редукционо средство у процесу вађења плутонијума из истрошеног нуклеарног горива. У процесу се редукује Pu4+ до Pu3+ и гради се плутонијум-нитрат, док се 2/3 гвожђа оксидује из Fе2+ у Fe3+ и формира се Fе3O4.

{\displaystyle {\rm {2\ PuO_{2}+3\ Fe(NO_{3})_{2}\rightarrow 2\ Pu(NO_{3})_{3}+Fe_{3}O_{4}}}}
Плутонијум-нитрат је растворљив у води и због тога се чисти плутонијум може обновити електролизом.
- Мешавина гвожђа(II) нитрата и мангана ствара веома моћно гориво. Када таква смеша сагорева, лако може да достигне температуру до 10000 °C при чему се стварају гвожђе и манган оксид (Mn3O4).

{\displaystyle {\rm {2\ Fe(NO_{3})_{2}+3\ Mn\rightarrow 2\ Fe+Mn_{3}O_{4}+2\ NO}}}

## Види joш
- Гвожђе (III) нитрат
- олово нитрат
- магнезијум нитрат